# داريو أمبروزيني
داريو أمبروزيني (بالإيطالية: Dario Ambrosini)‏ كان متسابق دراجات نارية إيطالي فاز ببطولة سباق الجائزة الكبرى للدراجات النارية و فاز بكأس جزيرة مان السياحية. نافس في سباقات بطولة العالم لفئة 250 سي سي ولفئة 50 سي سي. توفي إثر حادث تعرض له أثناء السباق.

## البطولات
- سباق الجائزة الكبرى للدراجات النارية 1950
- كأس جزيرة مان السياحية 1950

## روابط خارجية
- داريو أمبروزيني على موقع MotoGP.com (الإنجليزية)